# Els treballs i els dies
Els treballs i els dies (en grec antic: Ἔργα καὶ Ἡμέραι, referit de vegades pel nom llatí Opera et Dies) és un poema d'uns 800 versos compost per Hesíode al voltant del 700 aC.

## Contingut
L'obra està composta a partir de gèneres poètics preexistents que la tradició oral grega havia incorporat del món oriental: sobretot, variants del catàleg –l'exemple homèric del qual és el cant II de la Ilíada–: els calendaris i els dies; i de col·leccions de consells, instruccions i proverbis –com l'Ahikar assiri–. L'organització és, comparada amb la Teogonia, menys clara, i no s'explica cronològicament –encara que els blocs de calendaris agrícoles i de navegació internament respecten una cronologia–, sinó per temes. Les col·leccions de proverbis inclouen faules, símils i mites.
El poema gira al voltant de dues veritats generals: el treball és el destí universal de l'ésser humà, però solament qui estigui disposat a treballar podrà amb aquest. Els estudiosos han interpretat aquesta obra en el context d'una crisi agrària al continent grec, que va inspirar una ona de colonitzacions a la recerca de noves terres.
Aquesta obra mostra les cinc edats de l'ésser humà, a més de contenir consell i saviesa, prescrivint una vida d'honest treball i atacant l'ociositat i els jutges injusts –com els que van decidir a favor de Perses–, així com la pràctica de la usura. Descriu els immortals que vagaregen per la Terra vigilant la justícia i la injustícia. El poema considera el treball com a origen de tot el bé, perquè tant humans com déus odien els ganduls, que semblen abellots en un rusc.